# Dol Amroth
Dol Amroth est un château et une ville apparaissant dans l’œuvre littéraire de J. R. R. Tolkien.
Dol Amroth était un port fortifié du Gondor situé dans la baie de Belfalas dans le fief de Dor-en-Ernil. Cette cité a toujours été très importante et influente au sein du royaume du Gondor. Le prince de Dol Amroth est réputé avoir été quasiment indépendant après la mort d'Eärnur, mais fidèle aux Intendants.

« Mais au-delà, dans le grand fief de Belfalas, résidait le Prince Imrahil en son château de Dol Amroth au bord de la mer, il était de haute lignée, et les siens aussi, hommes fiers et de grande taille, aux yeux gris de mer[réf. nécessaire]. »

Au moment de la guerre de l'Anneau, les habitants de cette région étaient gouvernés par le prince Imrahil, lui-même soumis à l'intendant du Gondor. Son emblème était un navire blanc et un cygne sur un fond bleu.
De nombreux Elfes y vécurent car du port partaient des navires vers Aman pour ceux qui désiraient quitter la Terre du Milieu. C'est pourquoi l'on prétend que les seigneurs de cette cité ont du sang elfique dans leurs veines.

## Princes de Dol Amroth
La lignée des princes de Dol Amroth est issue d'un Numénoréen, Imrazôr, et d'une elfe sylvaine, Mithrellas, suivante de Nimrodel. Perdue dans les montagnes de Gondor comme sa reine lors de la fuite de la Lórien, elle aurait été recueillie par Imrazor, habitant du Belfalas, qui l'aurait épousé. Ils auraient eu deux enfants, Galador et Gimlith (une fille), puis Mithrellas aurait disparu, une nuit.
Tolkien a composé deux listes des princes de Dol Amroth. Dans chacune d'elles, les princes entre Galador et Aglahad ne sont pas nommés.
1. Galador (2004-2129)
2. ... (2060-2203)
3. ... (2120–2254)
4. ... (2172–2299)
5. ... (2225–2348)
6. ... (2274–2400)
7. ... (2324–2458)
8. ... (2373–2498)
9. ... (2418–2540)
10. ... (2463–2582)
11. ... (2505–2623)
12. ... (2546–2660)
13. ... (2588–2701)
14. ... (2627–2733)
15. ... (2671–2746) – tué par les Corsaires d'Umbar
16. ... (2709–2799) – mort au combat
17. ... (2746–2859)
18. ... (2785–2899)
19. Aglahad (2827–2932)
20. Angelimir (2866–2977)
21. Adrahil (2917–3010)
22. Imrahil (2955 T. A. – 34 Q. A.)
23. Elphir (2987 T. A. – 67 Q. A.)
24. Alphros (3017 T. A. – 95 Q. A.)